# Pianello del Lario
Pianello del Lario est une commune italienne de la province de Côme dans la région Lombardie en Italie.

## Administration
| Période                                  | Période | Identité | Étiquette | Qualité |
| ---------------------------------------- | ------- | -------- | --------- | ------- |
|                                          |         |          |           |         |
| Les données manquantes sont à compléter. |         |          |           |         |

### Hameaux
Calozzo, Belmonte, Crotti, Bellera, Tre terre, Maggiana, S. Anna, Riva, Mianico, Saliana, Camlago, Garuso

### Communes limitrophes
Colico, Cremia, Dervio, Dongo, Dorio, Garzeno, Musso